# Pristiophorus schroederi
El tiburón sierra de las Bahamas (Pristiophorus schroederi) es un tiburón sierra de la familia Pristiophoridae. Se encuentra en el centro-occidental del Océano Atlántico entre las Bahamas y Cuba, a profundidades de entre 400 y 1000 m. Estos tiburones tienen por lo menos 80 cm de largo.

## Hábitat
El Pristiophorus Bahamas se encuentra en las laderas continentales e insulares en las partes profundas de los océanos y mares.

## Reproducción
Su reproducción es ovovivípara.